# تیپ ۹۵ امور غیرنظامی
تیپ ۹۵ امور غیرنظامی (عملیات‌های ویژه) (هوابرد) (انگلیسی: 95th Civil Affairs Brigade) یک تیپ امور غیرنظامی عملیات ویژه نیروی زمینی ایالات متحده مستقر در فورت برگ کارولینای شمالی است. ایده یک تیپ امور غیرنظامی سالها در دست بررسی بود، اما سرانجام در نتیجه بازنگری چهارساله دفاعی سال ۲۰۰۶ تأیید شد. تیپ ۹۵ امور غیرنظامی بخش قابل توجهی از چهار درصد سربازان امور غیرنظامی فعال در نیروهای مسلح آمریکا را دربرمی‌گیرد.

## ساختار
این تیپ فرماندهی ۵ گردان را که همگی به همراه ستاد فرماندهی تیپ در فورت برگ مستقر هستند بر عهده دارد:
- گردان ۹۱ امور غیرنظامی زیر نظر ستاد فرماندهی آفریقای ایالات متحده
- گردان ۹۲ امور غیرنظامی[۲] زیر نظر ستاد فرماندهی اروپایی ایالات متحده
- گردان ۹۶ امور غیرنظامی زیر نظر ستاد فرماندهی مرکزی ایالات متحده
- گردان ۹۷ امور غیرنظامی زیر نظر فرماندهی اقیانوس هند-آرام ایالات متحده
- گردان ۹۸ امور غیرنظامی زیر نظر ستاد فرماندهی جنوبی ایالات متحده[۳]